# Zopfiella attenuata
Zopfiella attenuata är en svampart som beskrevs av Udagawa & Furuya 1974. Zopfiella attenuata ingår i släktet Zopfiella och familjen Lasiosphaeriaceae.   Inga underarter finns listade i Catalogue of Life.